# 鳳凰座η
鳳凰座η，又名CP-58 42，HD 4150、SAO 232162、HR 191，是鳳凰座的一颗恒星，视星等为4.36，位于銀經305.08，銀緯-59.63，其B1900.0坐标为赤經0h 38m 51.7s，赤緯-58° -59.63′ 41″。